# Jaú nationalpark
Jaú nationalpark ligger i delstaten Amazonas i Brasilien. Det är med en yta på 23 000 kvadratkilometer, det största skogsreservatet i Sydamerika. För att besöka nationalparken krävs tillstånd från den brasilianska regeringen.
Nationalparken är ett exempel på bevarande av tropisk regnskog i Amazonas och tillhör de områden i världen som har den största biologiska mångfalden. Inom området finns bland annat jaguarer, manater, amazondelfiner, endemiska fågelarter samt flera olika växtarter.
Området togs upp på Unescos världsarvslista 2000.
I omgivningarna runt Jaú nationalpark växer i huvudsak städsegrön lövskog. Trakten runt Jaú nationalpark är nära nog obefolkad, med mindre än två invånare per kvadratkilometer.